# Elysium Mons
L'Elysium Mons è un vulcano situato nella regione di Elysium Planitia, nell'emisfero orientale di Marte.
Questo vulcano è molto più piccolo dei vulcani di Tharsis. È alto soltanto 9 km con una base di circa 400 km di diametro. Come i Tharsis Montes, Elysium Mons si trova sopra un grande rigonfiamento superficiale risultato imponenti flussi di magma fuoriusciti dall'interno del pianeta in passato. Questo rigonfiamento eleva l'Elysium Mons di ben 12 km rispetto al livello topografico di riferimento.